# Jean-Pierre Velly
Jean-Pierre Velly (Audierne, 14 settembre 1943 – Trevignano Romano, 26 maggio 1990) è stato un incisore, pittore e disegnatore francese.

## Biografia
Nato da Jean-Marie Velly, gendarme marittimo, e da Adelaïde Donnart a Audierne (Finistère), cittadina anche di René Quillivic (1879-1969). 
Ha studiato alla Scuola delle belle arti di Tolone e alla Scuola Nazionale Superiore delle belle arti di Parigi.
Come vincitore del Prix de Rome (nel 1966, per l'incisione) è ospite dell'Accademia di Francia, a Villa Medici di Roma, dal 1967 al 1970 diretta da Balthus.
Subito dopo si trasferisce a Formello, comune alle porte della capitale, dove ha lavorato e vissuto per venti anni. Era sposato a Rosa Estadella Garcia, pittrice, e ha avuto due figli: Arthur (1967) e Catherine (1977). Grazie alla Galleria Don Chisciotte di Giuliano de Marsanich ha potuto godere di un'ottima carriera, stroncata dalla sua improvvisa scomparsa; infatti Velly muore tragicamente nel 1990 nel corso di una gita in barca sul vicino lago di Bracciano.
Dipinge e disegna fin dall'infanzia, le prime opere conosciute risalgono agli anni 1950: vedute del porto di Audierne, Vecchie barche e chiese. Scopre l'incisione e cambia radicalmente strada. Le sue incisioni sono spesso sia all'acquaforte che al bulino. Intensa l'attività incisoria del 1964-1966 in vista del Premio Roma dell'Accademia di Francia di Roma. Conosce François Lunven, Philippe Mohlitz, Hansjurg Brunner. Velly vince il Grand Premio di Roma per l'incisione 1966 con "la Chiave dei Sogni" un bulino eseguito sotto chiave dal febbraio a luglio 1966. Si trasferisce alla Villa Medici, diretta da Balthus, dove eseguirà circa 35 incisioni su rame dal gennaio 1967 a luglio 1970), tutte di grande impegno, con un'impronta decisamente visionaria, apocalittica ed ermetica. Terminata la borsa di studio dell'Accademia di Francia, Velly e la sua famiglia si trasferisce a Formello dove prosegue con l'incisione. Inizia presto a disegnare a punta d'argento, tecnica poco consueta, omaggio ai i suoi maestri ideali del Rinascimento. Sono ritratti della gente di Formello, di Rosa sua moglie, del figliolo Arthur. È nel 1976 che comincia a dipingere e nel 1978 presenta alla Galleria Don Chisciotte i suoi ultimi lavori "Velly per Corbière" in omaggio al poeta maledetto bretone Tristan Corbière (1845-1875): sono acquerelli e disegni sul tema della morte vista come passaggio. Due anni dopo, nel 1980 si inaugura sempre alla Galleria Don Chisciotte il Bestiaire Perdu, mostra composta da pregiatissime opere su carta degli animali odiati dall'uomo (topo, insetti, civette, rane, ecc) - con presentazione di Alberto Moravia e Jean Leymarie. Dopo la pubblicazione del Catalogo ragionato delle incisioni compilato da Didier Bodart e firmato Vanni Scheiwiller, cala nettamente la produzione calcografica negli anni 80 a vantaggio del disegno, dell'acquerello e della pittura ad olio (con soggetti floreali, alberi, paesaggi, ritratti e nudi). Numerose le recensioni tra cui quelle di Alberto Moravia, Giorgio Soavi, Roberto Tassi e Vittorio Sgarbi. 
Tra i suoi collezionisti: Pietro Barilla, Collezione Olivetti (Agenda 1986), Vittorio Olcese, Tullio Kezich, Galleria Claude Bernard, Paolo e Andrea Occhipinti, Pierre Higonnet, Lucio Mariani, Valeria Violati, Antonio Taddia.
L'Accademia di Francia a Roma organizza nel 1993 una mostra antologica curata da Jean-Marie Drot con un bel catalogo dei Fratelli Palombi. Seguono mostre a Roma (Galleria Don Chisciotte), a Brescia (Galleria dell'Incisione) e a Parigi. Nel 2003 il Museo MARQ di Clermont-Ferrand allestisce la prima mostra museale dedicata all'artista con l'opera incisa al completo. Nel 2007 La Fondazione Il Bisonte espone 37 fogli scelti. Nel 2009 Il Museo Panorama di Bad Frankenhausen organizza una mostra antologica con ben 160 opere e pubblicazione di un ampio catalogo.
Il catalogo ragionato esteso è in preparazione presso l'Archivio Velly: www.velly.org

## Musei
1993, mostra antologica presso la Villa Medici, Roma (catalogo Palombi). Nel 2003, il Museo di Clermont-Ferrand il MARQ ha allestito la prima mostra museale dell'artista, una retrospettiva dell'opera incisa con titolo "Un point c'est tout"  (catalogo).
La Fondazione Il Bisonte ha organizzato una mostra importante nel 2007, Le Melanconie di Jean-Pierre Velly, con catalogo.
Il Panorama Museum di Bad Frankenhausen nel 2009 ha allestito la più grande mostra sull'artista in 20 anni: Zwischen den Welten (Tra i mondi) con una bellissima pubblicazione. A marzo 2016 si allestisce una mostra retrospettiva a Palazzo Poli, Roma con titolo L'ombra, la luce.
Opere di Jean-Pierre Velly sono custodite presso
Il Museo dell'Agro Veientano, Palazzo Chigi, Formello (RM)
la Biblioteca Nazionale di Parigi, Gabinetto delle Stampe
la Rembrandthuis d'Amsterdam
La Fondazione Il Bisonte, Firenze
Les Abattoirs, Toulouse.
Si possono vedere opere di Velly presso l'Archivio Jean-Pierre Velly, Parigi (solo su appuntamento)